# استاد غلام حسین
استاد غلام حسین (۱۲۶۵–۲۷ تیر ۱۳۴۶) موسیقی‌دان و از چهره‌های برجستهٔ موسیقی معاصر افغانستان بود. او در زمان خود بزرگترین نوازنده هارمونیه و پیانو بود و شاگردان بسیاری را از جمله فرزندش محمدحسین سرآهنگ تربیت کرد.